# Palazzo Fiano al Corso

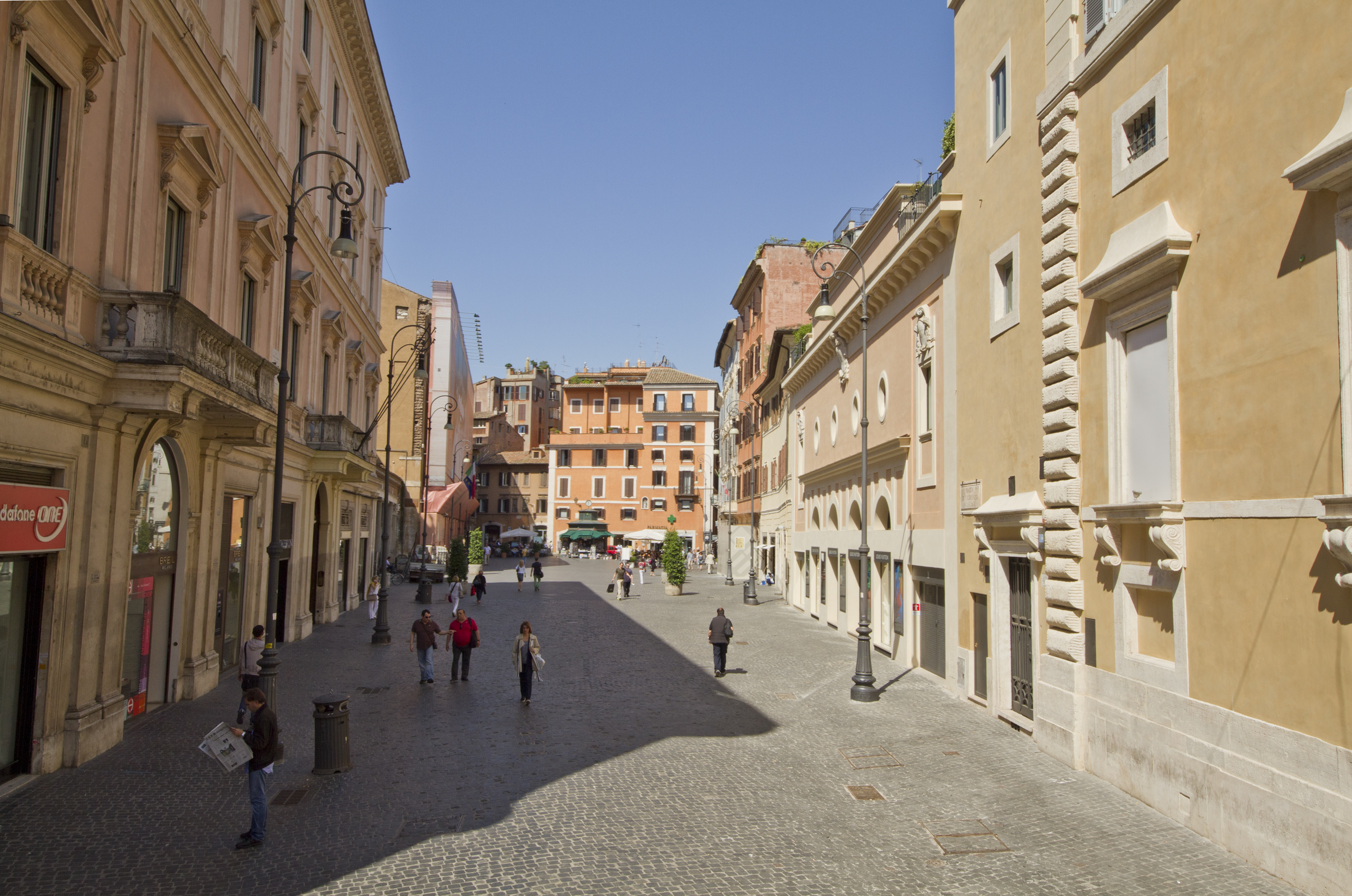
Nesta vista da Piazza di San Lorenzo in Lucina a partir da Via del Corso, o Palazzo Fiano é o da esquerda, em frente ao Palazzo Ruspoli.

Palazzo Fiano al Corso, conhecido também como Palazzo Peretti Ottoboni Fiano, é um palácio neorrenascentista localizado na esquina da Piazza di San Lorenzo in Lucina com a Via del Corso, no rione Colonna de Roma.

## História
A parte mais antiga da estrutura deste palácio remonta ao século XIII, um edifício construído para o cardeal inglês Hugo de Evesham (Ugone Atratus di Evesham) e utilizado até o começo do século XV como residência dos cardeais titulares de San Lorenzo in Lucina. O edifício foi ampliado muitas vezes nesta época, incluindo com a compra de algumas residências localizadas do outro lado da Via del Corso. No início do século XVI, o palácio ganhou fama novamente quando foi residência do cardeal português Jorge da Costa (titular entre 1488 e 1508), que ocupava um apartamento situado num arco construído sobre um antigo arco romano que atravessava a Via del Corso para interligar as propriedades e que, por isso, ficou conhecido como Arco di Portogallo. Em 1568, durante as obras de assentamento das fundações do futuro palácio Fiano, foram descobertos os primeiros restos conhecidos do Altar da Paz. Em 1624, o edifício foi comprado pelo príncipe Michele Peretti, parente do papa Sisto V, que realizou uma nova ampliação. 

O papa Alexandre VII Chigi (r. 1655-1667) realizou várias obras na parte central da Via del Corso, onde ficava o Palazzo Chigi, residência de sua família, que resultaram na demolição do Arco di Portogallo (pois ele estreitava a largura da via). No final do século XVII, as propriedades dos Peretti dos dois lados da rua foram adquiridas por Marco Ottoboni, um parente de Alexandre VIII; ele era duque de Fiano e o palácio na Piazza di San Lorenzo in Lucina passou a ser conhecido como Palazzo (Ottoboni di) Fiano e o que ficava do outro lado da Via del Corso (altura do número 157-160), como Palazzo Ottoboni Boncompagni, pois a única filha de Marco Ottoboni se casou com um Boncompagni.

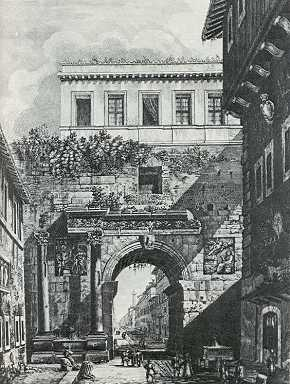
O antigo Arco di Portogallo, demolido no século XVII para desobstruir a Via del Corso, ligando duas propriedades da família Peretti, incluindo o palácio. Acima dele está o famoso aposento do cardeal português Jorge da Costa, ao qual ele deve seu nome.

Em 1859, novas escavações foram realizadas abaixo do palácio nas quais foram recuperados diversos fragmentos do friso lateral do Altar da Paz. Em 1898, o complexo foi vendido ao rico comerciante Edoardo Almagià. Em julho de 1903, o novo proprietário autorizou novas escavações e foram recuperados mais 53 fragmentos. Finalmente, em 1937, por ocasião das comemorações dos 2 000 anos do nascimento de Augusto, novas técnicas foram empregadas numa última escavação realizada no local. Todos estes esforços culminaram na reconstrução do Altar ocorrida em 1938 no Lungotevere in Augusta.

## Descrição
A fachada se apresenta em três pisos com janelas de tímpano triangular no primeiro, arquitravadas no segundo e quadradas no terceiro, se abre em dois portais encimados por varandas, sendo que somente uma delas ainda funciona, a no número 4 da Piazza. Ele leva a um pátio interno onde está uma fonte encimada por uma águia coroada pousada sobre um globo sustentando por três dragões.